# Gerbrand Adriaenszoon Bredero
Gerbrand Adriaensz Bredero (Amsterdam, el 16 de març de 1585 - el 23 d'agost de 1618) va ser un poeta, autor teatral i retòric neerlandès. Va ser un dels grans autors holandesos del segle xvii.

## Obra dramàtica
Tragèdies
- 1616. Treur-spel van Rodd'rick ende Alphonsus.
- 1616. Griane.
- 1616. Lucelle
- 1619. Stommen ridder
- 1623. Angeniet

Farses
- 1612. De Klucht van de koe.
- 1613. Den Molenaar
- 1618. De Klucht van den Molenaer.
- 1619. Symen sonder soeticheydt
- 1619. De Hoochduytschen Quacksalver

Comèdies
- 1615. Moortje
- 1617. De Spaanschen Brabander Ierolimo.